# Schulstreik

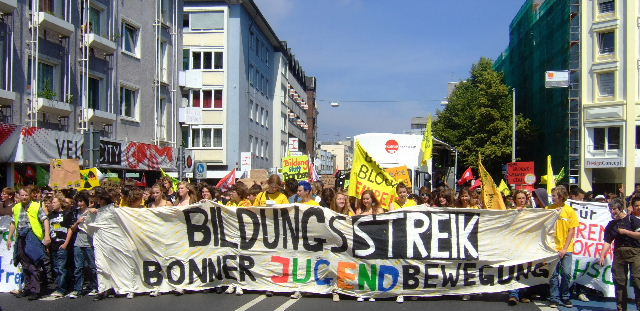
Schülerdemonstration (2009)

Als Schulstreik oder Schülerstreik bezeichnet man die politisch motivierte Schulverweigerung durch Schüler. Diese sind meist verbunden mit Demonstrationen während der Unterrichtszeit, zur Durchsetzung politischer Ziele (Schülerdemonstration). In manchen Fällen erfolgt die Besetzung der Schulgebäude (Schulbesetzung).

## Schulstreik
Als Schulstreik wird umgangssprachlich eine Schulverweigerung durch Schüler, meist verbunden mit Demonstrationen während der Unterrichtszeit, zur Durchsetzung politischer Ziele bezeichnet. Da Schüler keine Arbeitsleistung erbringen, die sie vorenthalten könnten, handelt es sich um keinen Streik. Da die Schule bzw. deren Träger auch nicht vom Geschäftsverkehr ausgeschlossen wird, liegt auch kein Boykott vor. Dennoch hat sich der Begriff des Schulstreiks etabliert. Anlässe für Schulstreiks können von einzelnen Verwaltungsentscheidungen bis hin zu größeren politischen Auseinandersetzungen reichen, beispielsweise die Anti-Apartheid-Bewegung in Südafrika und zuletzt Fridays for Future.

## Rechtslage in Deutschland: Zugrunde liegende rechtliche Problematik
Bei den Schulstreiks kollidieren mehrere Interessen miteinander:
Auf der einen Seite steht der staatliche Erziehungsauftrag nach Maßgabe der Schulgesetze der Länder, welche die Schulpflicht vorsehen. Die verfassungsrechtliche Grundlage hierfür ist Art. 7 Abs. 1 GG. Zur Durchsetzung der Schulpflicht können die Schulen Ordnungsmaßnahmen wie Eintragung der Fehlzeiten in das Zeugnis, Gespräche, Ermahnungen, Verweise, Ausschluss vom Unterricht oder die zwangsweise Zuführung ergreifen. Ferner können sie Ordnungswidrigkeitenverfahren einleiten oder Klausuren während der Demonstrationen ansetzen. Auf bestimmte Ordnungsmaßnahmen verweist das nordrhein-westfälische Schulministerium die Schulen als Reaktion auf die Fridays-for-Future-Demonstrationen ab dem Jahr 2018.
Dem stehen die Rechte der Eltern und der Kinder gegenüber. Eltern haben ein Erziehungsrecht, in dessen Rahmen sie auch darüber entscheiden können, ob ein Kind an einer Demonstration teilnimmt. Auch die Kinder selbst haben ein Versammlungsrecht aus Art. 8 Abs. 1 GG. Dieses ist bei minderjährigen Kindern nicht von festen Altersgrenzen abhängig. Maßgeblich ist der Wille des Kindes, sofern er autonom gebildet wird. Dies gilt insbesondere dann, „wenn Kinder in zukunftsträchtigen gesellschaftspolitischen Fragen wie Klimaschutz, globale Gerechtigkeit oder Digitalisierung andere Meinungen haben, als die Generation ihrer Eltern und Lehrer“.
Dabei handelt es  sich nicht um ein Streikrecht, wie man es aus dem Arbeitsrecht kennt, denn ein Streik ist ein Mittel des Arbeitskampfs, der dazu dient, für die Änderung von Arbeitsbedingungen einzutreten. Verwaltungsrechtler  Norbert Niehues sagte deshalb: Unterrichtsboykott ist daher „unter keinen Umständen ein zulässiges Mittel, um in Konfliktsituationen die Interessen der Schüler durchzusetzen". Entsprechend heißt es in Ziffer 1.2 des Runderlasses des nordrhein-westfälischen Ministeriums für Schule und Weiterbildung vom 29. Mai 2015: "Ein Schülerstreik oder ein von den Eltern veranlasster Schülerstreik sind unzulässig."
Die Kultusministerkonferenz räumte 1973 in einem Beschluss „Zur Stellung des Schülers in der Schule“ der Schulpflicht den Vorrang vor der Demonstrationsfreiheit der Schüler ein: „Die Teilnahme an Demonstrationen rechtfertigt nicht das Fernbleiben vom Unterricht oder eine sonstige Beeinträchtigung des Unterrichts. Das Demonstrationsrecht kann in der unterrichtsfreien Zeit ausgeübt werden“. Dem widersprach das Verwaltungsgericht Hannover 1991: Bei der Kollision der Pflicht zur Teilnahme am Unterricht mit der Versammlungsfreiheit kann nicht einer Position der Vorrang eingeräumt werden. Deswegen müsse eine Rechtsgüterabwägung im Einzelfall erfolgen.
Bei „unaufschiebbaren Spontanversammlungen“, die „nach dem Unterricht zu spät käme“, solle der Demonstrationsfreiheit der Vorrang eingeräumt werden. Umgekehrt wäre nach einer Entscheidung des Verwaltungsgerichts Hamburg der Schulpflicht der Vorrang einzuräumen, wenn sich das Demonstrationsanliegen „ebenso gut und nachhaltig außerhalb der Unterrichtszeit verfolgen“ ließe. Berücksichtigen könnte man aber, so der Verwaltungsrechtler Tristan Barczak, dass der staatliche Erziehungsauftrag und das Demonstrationsanliegen „einen Zukunftsbezug besitzen“. Insofern könnte das Argument „Wir können nicht für die Zukunft lernen, wenn wir keine haben“ juristisch bedeutsam sein.

## Schulstreiks in der Geschichte
In der Folge von körperlichen Züchtigungen kam es an einzelnen französischen (1633–1672) und englischen (1756–1851) Schulen zu spontanen Auseinandersetzungen: „Die Unruhen gingen nicht immer bis zum bewaffneten Aufstand; sie nahmen bisweilen die Gestalt eines mit Besetzung verbundenen Streiks an.“
Etwa ab der Wende zum 20. Jahrhundert kam es darüber hinaus auch zu Schulstreikwellen, wie etwa in Großbritannien (1889, 1911). Einige Bekanntheit erreichte der Wreschener Schulstreik von 1901, in dem polnischsprechende Schulkinder sich gegen deutschsprachigen Religionsunterricht auflehnten, den die preußische Regierung verordnet hatte. Die Bewegung der sich der Prügelstrafe aussetzenden Schulkinder, die mehrheitlich von Schülerinnen angeführt wurde, endete nach dem „Generalschulstreik“ von 1906 unter der Drohung der Trennung von Eltern und Kindern im Jahr 1907.
Im Kontext der deutschen Novemberrevolution entstanden in vielen Städten neben Arbeiter- und Soldatenräten auch Schülerräte. Die Berliner Schülerräte an den Berufsschulen organisierten im Sommer 1919 einen mehrwöchigen Streik, an dem rund 30.000 Schüler teilnahmen. Sie forderten – teilweise mit Erfolg – die Abschaffung der Prügelstrafe und bessere Lernbedingungen.
Im Frankenholzer Schulstreik von 1937 protestierten Schulkinder und Eltern gegen das Aufhängen von Hitler-Porträts an Stelle der Kruzifixe.
Vermehrt kam es zwischen 1966 und 1976 global zu einer Reihe von Bewegungen von streikenden Schulkindern. In den USA von Schwarzen Schulkindern besonders ab 1966, von Chicano-Schulkindern ab 1968, oder nach dem Kent-State-Massaker 1970. Ab 1967 kam es an Turiner Schulen zu Schulstreiks, die sich in den folgenden Jahren mit den Streiks der Studierenden und der Belegschaft der FIAT-Werke zur Autonomia zusammenschließen.
Ausgehend vom Aufstand in Soweto am 16. Juni 1976 kam es bis 1977 zu einer Schulstreikwelle in Südafrika und Südwestafrika, bei dem das Apartheidregime hunderte Kinder und Jugendliche ermordete und zehntausende inhaftierte. Schwarze Schüler reagierten spontan mit dem Niederbrennen von Schulen, Demonstrationen und Barrikaden in Townships, der Zerstörung staatlicher Einrichtungen und von Spirituosenläden. Im August und September 1976 riefen Schüler um Johannesburg und Kapstadt zum Generalstreik auf und blockierten Verkehrswege für die arbeitende Bevölkerung.

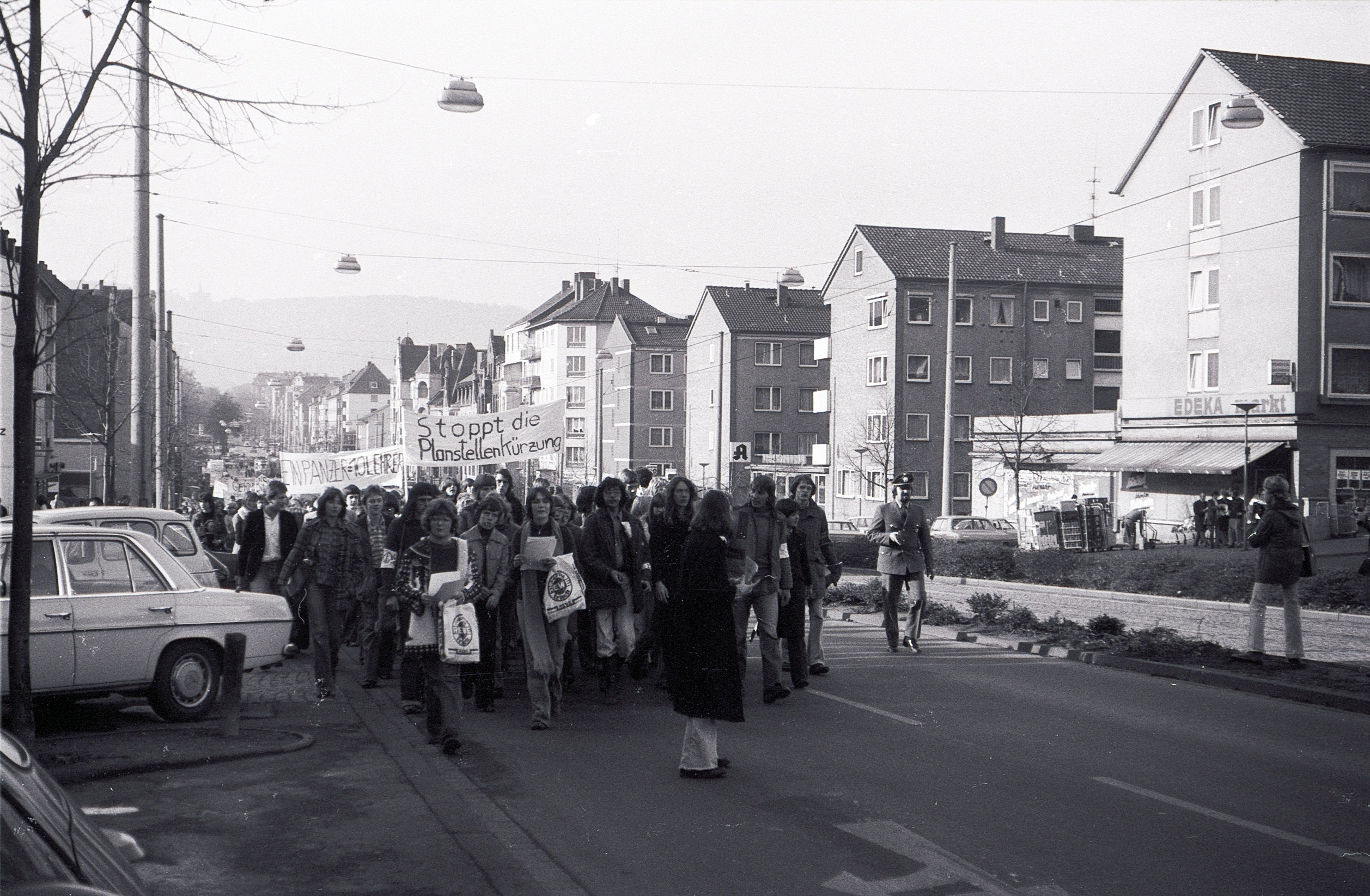
Demonstrationszug des Schülerstreiks im Herbst 1977 in Kassel auf dem Weg zur Innenstadt

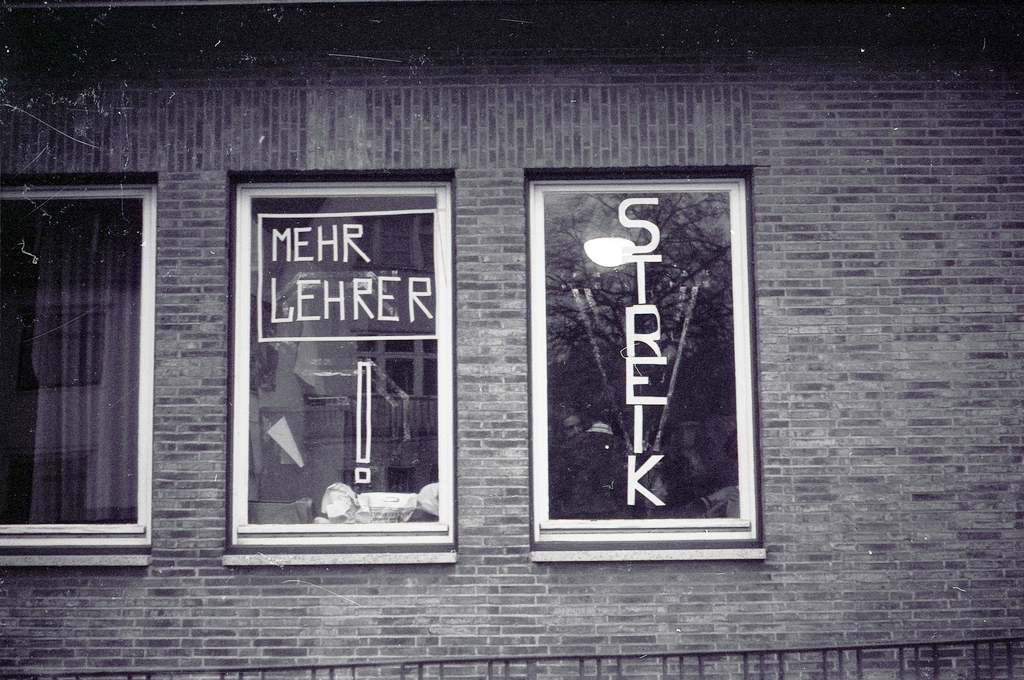
Streikaufruf am Fenster der Schülerselbstverwaltung des Wilhelmsgymnasiums in Kassel

Im Herbst 1977 streikten Schüler vieler Schulen im nordhessischen Kassel für mehr Lehrer und gegen die Bildungsmisere.
Auch im Kontext der Friedensbewegung, die im Jahr 1983 das Ziel hatte, die Ratifizierung des NATO-Doppelbeschlusses im Deutschen Bundestag zu verhindern, gab es Schulstreiks. Spätestens seit den 1980er/90er Jahren sind von Schülern initiierte Schulstreiks global, für Nord- und Südamerika, Afrika, Europa, Asien und Ozeanien nachzuweisen.
Beim Schüler- und Studentenprotest 1990 in Griechenland gegen ein „neoliberales Maßnahmenpaket“ im Bildungssektor und Sozialstaat wurden Universitäten und Schulen besetzt. Im Dezember 1990 waren es mindestens 2000 besetzte Schulen, das entspricht etwa 60 bis 70 % aller Schulen in Griechenland.
Schulbesetzungen hatten in Griechenland bereits 1979/80 stattgefunden und gehörten seitdem zu regelmäßig genutzten Methoden des Protests in Griechenland. Weitere Schulbesetzungen fanden 1998, 2008, 2009, 2011, 2012 und 2014 statt.

## Jüngere Schulstreiks
Auch heute greifen Schüler zu Streiks, um auf ihre konkreten Probleme aufmerksam zu machen, aber auch um generell Stellung zu beziehen wie bei den Schulstreiks anlässlich des Irakkriegs 2003. Die Abschaffung der Lernmittelfreiheit, die Einführung von Zentralprüfungen und die Verkürzung der Gymnasialschulzeit auf zwölf Jahre führten in den Bundesländern zu Schülerprotesten. Die deutsche Bewegung erreicht bisher allerdings bei Weitem nicht das Ausmaß von jüngeren Schülerprotesten in anderen Ländern, zum Beispiel 2006 in Chile, 2008 in Frankreich und Italien. Gruppierungen arbeiteten auf einen bundesweiten Schulstreik am 12. November 2008 hin. An diesem Schulstreik nahmen rund 100.000 Schüler teil.
Ein weiterer deutschlandweiter Schulstreik fand vom 15. bis 20. Juni 2009 im Rahmen des Bundesweiten Bildungsstreiks 2009 statt. Höhepunkt der Aktion war ein bundesweiter Unterrichtsboykott am 17. Juni, bei dem nach Aussagen der Veranstalter fast 270.000 Schüler und Studenten teilnahmen.
In Österreich wurde am 20. April 2009 sowie am 24. April 2009 zu Schulstreiks aufgerufen. So waren in Wien am 24. April zirka 25.000 Schüler unterwegs. Insgesamt streikten in ganz Österreich rund 60.000 Schüler. Grund der Proteste waren aus Sicht der Schüler unsinnige und widersprüchliche Beschlüsse der Ministerin für Unterricht, Kunst und Kultur Claudia Schmied, die zuvor durch den Vorschlag zur unentgeltlichen Mehrarbeit für Lehrer sowie der – nach aktuellem Stand in die Tat umgesetzten – Abschaffung der schulautonomen Tage in die Schlagzeilen geraten war. Weiterhin wollten die österreichischen Schüler mehr Mitspracherechte in der Schulpolitik erhalten.
In Deutschland wurde 2012 im Rahmen der Global Education Strikes dazu aufgerufen, dezentrale Schulstreik-Aktionen zu organisieren. Schülergruppen in mehreren deutschen Städten (unter anderem Bremen und Marburg) kündigten an, sich an dem Streik zu beteiligen.
In Niedersachsen fand am 14. Januar 2015 ein landesweiter Schulstreik gegen den Klassenfahrtenboykott mit mehreren tausend Demonstranten statt. Dazu riefen das Bündnis Pro Klassenfahrt (Landesschülerrat Niedersachsen, alle Jugendorganisationen und viele weitere Organisationen) auf. Demonstriert wurde gegen den Boykott der Klassenfahrten, der durch die Erhöhung der Unterrichtsverpflichtung von Gymnasiallehrkräften durch die niedersächsische Landesregierung verursacht wurde; stattdessen wurde verlangt, dass die Politik und die Gymnasiallehrkräfte Niedersachsens gemeinsam einen Kompromiss finden. Eine zentrale Kundgebung in Hannover unter der Leitung des stellvertretenden Vorstandsvorsitzenden des Landesschülerrates Niedersachsen, Tjark Melchert, fand statt. Eine ähnliche Demonstration wurde zeitgleich von der Schülervertretung des Gymnasiums Athenaeum in Stade in Kooperation mit anderen Schulen aus der Region durchgeführt, hier nahmen etwa 2000 Demonstranten teil. Im Landkreis Lüneburg protestierten am 28. und 29. Januar 2015 ebenfalls bis zu 3500 Schüler, indem sie die Teilnahme am Unterricht verweigerten.
In Kassel gingen am 11. Dezember 2017 etwa 1000 Schülerinnen und Schüler nicht zur Schule, um damit auf den immer schlechteren Zustand ihrer Schulgebäude aufmerksam zu machen. Genau ein Jahr später, am 11. Dezember 2018, streikten erneut ca. 800 Schüler, um die Unterfinanzierung der Kasseler Schulen zu skandalisieren. Daraufhin stelle der Kasseler Magistrat im März 2019 ein Konzept vor, die Schuldenbremse mithilfe einer Teilprivatisierung der Schulgebäude zu umgehen und so die Sanierung von fünf Kasseler Schulen zu ermöglichen. Dafür wurden die Kasseler Schulen der neugegründeten, stadteigenen Wohnungsbaugesellschaft GWGPro übertragen, von der die Stadt Kassel nun die Schulgebäude dauermietet. Im Gegenzug kann die GWGPro Schulden für die Sanierung der Schulen aufnehmen, wovon als erstes die Offene-Schule-Waldau profitiert. Von dieser Schule kam 2017 die Initiative zum Kasseler Schulstreik.
Am 13. März 2024 organisierte die Landesschüler*innenvertretung NRW einen landesweiten Bildungsprotest. In elf Städten protestierten mehrere tausend Menschen für die Forderungen der LSV.

### Fridays for Future

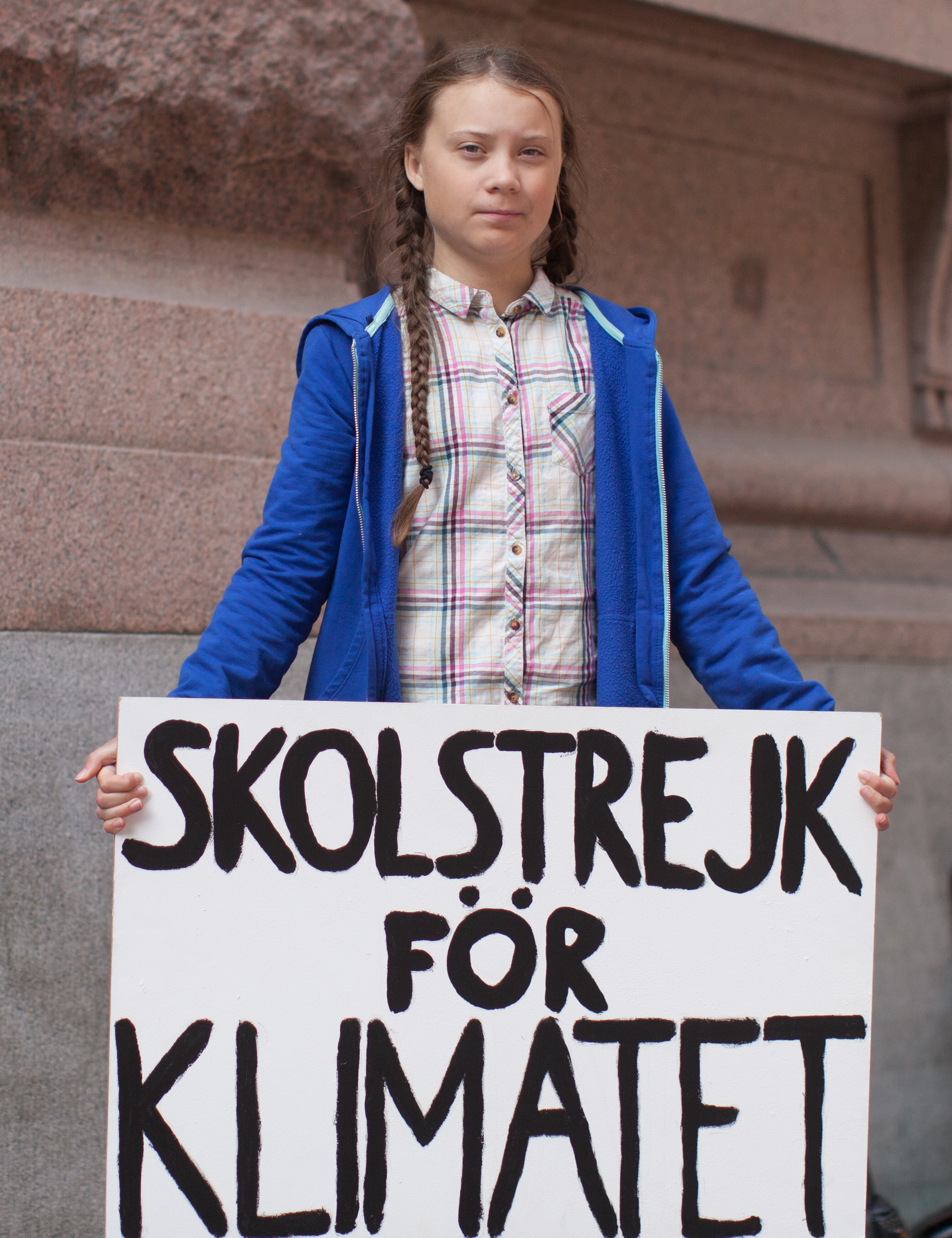
Die 15-jährige Greta Thunberg, 27. August 2018

Ab dem 20. August 2018 protestierte Greta Thunberg zunächst drei Wochen lang mit einem individuellen Schulstreik vor dem schwedischen Reichstagsgebäude. Im September 2018 schlossen sich ihr Schüler und Studenten weltweit an (in Deutschland jeweils freitags), um gegen den Klimawandel zu demonstrieren. In Berlin versammelten sich am 25. Januar 2019 mehr als 10.000 Demonstranten; einen Tag vorher hatten vor dem Europäischen Parlament in Brüssel mehr als 35.000 überwiegend junge Menschen demonstriert.